# Marcos Almir Madeira
Marcos Almir Madeira (Niterói, 21 de fevereiro de 1916 — Rio de Janeiro, 19 de outubro de 2003) foi um professor universitário, sociólogo e escritor brasileiro.
Graduou-se em Ciências Jurídicas e Sociais em 1939. Foi membro efetivo do Instituto Histórico e Geográfico Brasileiro; membro titular da Asociación Latino-Americana de Sociologia; membro da Academia Brasileira de Arte; membro da Academia Fluminense de Letras; membro do Conselho da Aliança Francesa do Brasil; sócio honorário do Sindicato dos Escritores do Rio de Janeiro; e membro correspondente da Academia Portuguesa da História de Lisboa.

## Obras
- A ironia de Machado de Assis e outros temas;
- Pensamento social na obra de Lourenço Filho;
- Posições vanguardeiras na sociologia brasileira;
- A estilística dos títulos em Gilberto Freyre;
- Homens de marca;
- Atualidade política de três poetas: Victor Hugo, Fernando Pessoa e Garcia Lorca;
- A Revolução Francesa: a mensagem e o momento;
- Fronteira sutil entre a sociologia e a literatura;
- O outro Rui Barbosa;
- Oliveira Vianna: vulnerabilidades da crítica;
- Modernidade e psicanálise na obra de Raul Pompeia e Manuel Bandeira, o poeta das coisas simples;
- vários discursos e conferências.

## Academia Brasileira de Letras
Foi o sexto ocupante da cadeira 19 da Academia Brasileira de Letras, eleito em 19 de agosto de 1993, na sucessão de Américo Jacobina Lacombe, e recebido pelo acadêmico Abgar Renault em 11 de novembro de 1993. Recebeu o acadêmico Dom Lucas Moreira Neves.